# Frank Bartz

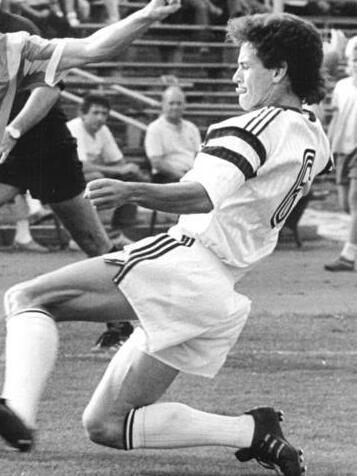
Frank Bartz (1990)

Frank Bartz (* 19. Juni 1965 in Beeskow) war Fußballspieler in der DDR-Oberliga. In der höchsten Spielklasse des DDR-Fußball-Verbandes spielte er für die BSG Stahl Eisenhüttenstadt.

## Sportliche Laufbahn
Der 1,78 m große gelernte Elektriker Frank Bartz kam 1985 zusammen mit seinem Zwillingsbruder Jörg Bartz von der viertklassigen Betriebssportgemeinschaft (BSG) des Spanplattenwerkes Beeskow zum DDR-Ligisten BSG Stahl Eisenhüttenstadt, wo beide Brüder zunächst bis 1988 zusammen spielten. Im Gegensatz zu seinem Bruder gehörte Frank B. zum Aufgebot der Mannschaft, die in der Saison 1988/89 überraschend den Aufstieg in die Oberliga erreichte. Als linker Verteidiger war er mit 30 Punktspieleinsätzen und einem Tor maßgeblich an diesem Erfolg beteiligt. In der Oberligasaison 1989/90 rückte er unter dem neuen Trainer Günter Reinke in das Mittelfeld vor und gehörte mit 20 Oberligaspielen, in denen er zweimal mit Toren erfolgreich war, weiterhin zum Spielerstamm. Stahl Eisenhüttenstadt gelang es, seinen Oberligaplatz auch für die Saison 1990/91 zu behaupten. Es war die letzte Spielzeit der DDR-Oberliga, die neben der Ermittlung des letzten DDR-Fußballmeisters auch zur Qualifikation für die 1. und 2. Bundesliga diente. Frank Bartz bestritt erneut als Mittelfeldakteur 24 der 26 ausgetragenen Punktspiele und gehörte mit seinen fünf Treffern zu den Offensivkräften der Mannschaft.
Während der laufenden Saison bildete sich die Betriebssportgemeinschaft in den Verein Eisenhüttenstädter FC Stahl um, verpasste aber die Qualifikation für den Profifußball. Stattdessen erreichte die Mannschaft das Finale im letzten DDR-Pokalwettbewerb 1990/91. Unter Mitwirkung von Frank Bartz als linkem Verteidiger gab es eine 0:1-Niederlage gegen den Meister Hansa Rostock, damit erreichte Stahl aber sowohl die Teilnahme am gesamtdeutschen Supercup 1991 als auch im Wettbewerb um den Europapokal der Pokalsieger 1991/92. Bartz war in beiden Wettbewerben mit von der Partie. Im Supercup unterlag er mit seiner Mannschaft dem Bundesligisten Werder Bremen mit 0:1, wurde allerdings erst in der 65. Minute eingewechselt. In den beiden Europapokalspielen gegen den türkischen Vertreter Galatasaray Istanbul (1:2, 0:3) wurde er von Anfang an im Mittelfeld eingesetzt und schoss im Hinspiel den einzigen Eisenhüttenstädter Treffer.
Im DFB-Spielbetrieb war der FC Stahl über viele Jahre hinweg Stammgast in der 3. Liga (Oberliga Nordost, ab 1994 Regionalliga Nordost). Frank Bartz gehörte bis 1999 zum Spieleraufgebot und gehörte nach Auflösung der Regionalliga mit zu den Rekordspielern (3. Platz) mit 189 Einsätzen. Nach dem Ende seiner Laufbahn als Leistungssportler war Frank Bartz von 1999 bis 2010 wieder zusammen mit seinem Bruder Jörg Freizeitfußballer beim SV Vogelsang in der brandenburgischen Landesliga. Anschließend schloss er sich dem FSV Dynamo Eisenhüttenstadt an.